# 도파르땃쥐
도파르땃쥐(Crocidura dhofarensis)는 땃쥐과에 속하는 포유류의 일종이다. 오만의 도파르주 지역에서만 발견된다. 표본은 해발 620m 근처에서 수집되었다.